# Callichthyidae
Callichthyidae là một họ cá da trơn (bộ Siluriformes). Trong tiếng Anh, chúng có tên armored catfishes (cá da trơn giáp) do hai hàng phiến (hay vảy) xương chạy dọc theo cơ thể. Các loài thuộc chi Corydoras là những loài cá cảnh rất phổ biến.

## Phân loại
Tên "Callichthyidae" xuất phát từ tiếng Hy Lạp, kallis (đẹp) và ichthys (cá). Callichthyidae là một trong sáu họ của siêu họ Loricarioidea. Nó còn tạo nên một nhánh cùng Scoloplacidae, Astroblepidae, và Loricariidae. Callichthyidae có tám chi, chia ra hai phân họ, gồm khoảng 177 loài. Chiếm khoảng 7% toàn bộ Siluriformes. Đa số thuộc chi Corydoras, chi cá da trơn lớn nhất.
Phân họ Corydoradinae gồm hơn 90% số loài của Callichthyidae, với chừng 170 loài. Nó gồm hai tông, Aspidoradini và Corydoradini. Aspidoradini gồm Aspidoras và Scleromystax, còn Corydoradini gồm Corydoras và Brochis. Vài tác giả tin rằng Brochis nên là danh pháp đồng nghĩa của Corydoras.
Phân họ Callichthyinae gồm Callichthys, Dianema, Hoplosternum, Lepthoplosternum, và Megalechis. Theo một bài viết năm 1997, Callichthys gồm những thành viên cơ bản nhất phân họ. Trong một nghiên cứu năm, mối quan hệ trong Callichthyinae được tìm ra: Dianema và Hoplosternum tạo thành nhánh cơ sở nhất, và Callichthys là nhóm chị em của Lepthoplosternum và Megalechis.